# Les Bâtisseurs d'empire
Les Bâtisseurs d'empire ou le Schmürz est une pièce de théâtre écrite par Boris Vian en 1959 et créée pour la première fois, le 22 décembre 1959 au théâtre Récamier à l'initiative de Jean Vilar.

## Résumé
Il s'agit d'une tragédie burlesque qui met en scène une famille qui est peu à peu chassée de sa propre maison par un bruit étrange et mystérieux.
Le bruit en question serait peut-être dû à la guerre du dehors, au désordre social de l'extérieur. Les personnages logent dans une tour à logements, et chaque fois qu'ils entendent le bruit, ils déménagent à l'étage au-dessus, emportant à chaque fois un peu moins de matériel avec eux. Zénobie, la fille, remarque qu'un homme en loques, une espèce de victime de la guerre ou d'on ne sait quelle peste, est présent dans chacun des appartements dans lesquels ils emménagent, qui, soit dit en passant, sont de plus en plus petits plus ils montent dans la tour.
Les autres personnages ne comprennent apparemment pas à quoi Zénobie peut bien faire allusion. Il s'agit en fait du Schmürz et ce dernier se fait maltraiter tout au long de la pièce. Presque à chaque réplique d'un personnage, à l'exception de Zénobie, le Schmürz reçoit de violents coups de pied, de poing, de barre de fer, et de tout ce qui peut se trouver sous la main du père, de la mère et de Cruche, la domestique.

## Personnages
- Le Schmürz ;
- Le père ;
- La mère ;
- Zénobie ;
- Cruche ;
- Le voisin ;
- Xavier.

## Le Schmürz
Le Schmürz est peut-être le personnage le plus frappant et le plus connu dans le répertoire de Vian. Dans la présentation de la pièce dans Les Œuvres Complètes de Vian l'origine du nom est décrit: "À l'origine le nom est dû à l'imagination d'Ursula, l'épouse suisse alémanique de Boris Vian. Elle avait contracté le mot 'schmerz' qui signifie douleur en allemand et le mot 'merdre', déclinaison française due à Alfred Jarry."

## Distribution à la création auThéâtre Récamier[4]
- Metteur en scène : Jean Négroni
- Décors & Costumes : André Acquart
- Musique : Georges Delerue

Interprètes :
- Isaac Alvarez : Le Schmürz
- Henri Virlogeux : Le Père
- Madeleine Cheminat : La Mère
- Dany Saval : Zénobie
- Armande Navarre : Cruche
- Yves Peneau : Le Voisin

## Précurseurs
La nouvelle Casa tomada (1951) de l’Argentin naturalisé français Julio Cortázar a traité le sujet dans une optique plus sérieuse et angoissante.